# Púchov
Púchov er en by i det vestlige Slovakiet. Byen ligger i regionen Trenčín. Den ligger kun 160 kilometer fra den slovakiske hovedstad  Bratislava. Byen har et areal på 41,5 km² og en befolkning på 17.068(2022) indbyggere.

## Eksterne links
- Officiel hjemmeside

- Wikimedia Commons har flere filer relateret til Púchov